# مدام أغنس
مدام أغنيس (Madame Agnès) كانت  صانعة قبعات فرنسية صممت القبعات التي كانت شائعة من أواخر عشرينيات القرن الماضي وحتى الأربعينيات من القرن الماضي. كان متجرها يقع في شارع سان أونوريه.
مدام أغنيس كانت نحاتة، ارتبطت بأشخاص في الأوساط الفنية في باريس، على غرار القبعات التي كانت مجردة وفريدة من نوعها.
فضلت ارتداء الأزياء السوداء فقط. في عام 1929، ارتدت مدام أغنيس فساتين من الساتان الأسود من تصميم (Vionnet). كانت ملابسها مزينة بمجوهرات براقة مثل المرجان الأحمر أو اليشم أو اللازورد.

## مصممة قبعات
تصورت مدام أغنيس في رسوم توضيحية تعود لعام 1927، قبعات  مستوحاة من حوض الكونغو مع عارض يرتدي طوق الرقيق. في ديسمبر 1935 قدمت قبعات ذات حواف كبيرة من القش مثبتة على مناديل تشيناي مزهرة. استوحيت السيدة أغنيس من قبعة مصارع الثيران عندما ابتكرت قبعة عشاء صغيرة لربيع 1936. كانت مخيطة من مالين أسود مع هامش من الحرير الأبيض الثقيل. تم تثبيت الحافة على كل جانب من أعلى القبعة. في منتصف عام 1946، ابتكرت قبعة ناعمة من اللباد باللون البيج والتي تميزت بخط مكسور فوق الحاجب الأيمن مباشرةً ، حيث تم إدخال ريشة ناعمة.